# The Kin-der-Kids
The Kin-der-Kids e Wee Willie Winkie's World sono state due serie a fumetti, fra le prime a essere pubblicati sui quotidiani negli USA, realizzate dal pittore Lyonel Feininger e pubblicati dal Chicago Sunday Tribune tra il 1906 e il 1907.

## Storia editoriale
Simili nella forma a Little Nemo e alla ultima versione domenicale di Krazy Kat, la maggior parte dell'opera di Feininger consisteva in una tavola a colori che occupava una pagina intera del giornale. Le serie Kin-der-Kids venne pubblicata sul Tribune dal 29 aprile 1906 mentre la serie Wee Willie Winkie's World venne pubblicato contemporaneamente a The Kin-der-Kids dal 19 agosto 1906 e fino alla cancellazione di questa il 18 novembre 1906. Wee Willie Winkie's World terminò tre mesi dopo, il 17 febbraio 1907. La breve durata delle due serie è attribuite a diverse cause, tra cui l'incapacità di Feininger di produrre entrambe le strisce ad alti livelli di accuratezza con le tempistiche di pubblicazione oltre al rapporto conflittuale tra l'autore e i suoi editori.
Il Tribune pubblicava la serie The Kin-der-kids con l'intenzione di proporre un'alternativa relativamente sofisticata alle comiche semplici e talvolta violente di Happy Hooligan e di The Katzenjammer Kids, serie a fumetti pubblicate su giornali di proprietà di Hearst e Pulitzer.
La serie Kin-der-Kids presentava a puntate la storia dei tre fratelli Kin-der che, insieme al loro cane e a un ragazzo meccanico, salpano all'interno della vasca da bagno di casa per esplorare il mondo. Il motivo per cui partono risiede in un biglietto che ciascuno di loro riceve da Mysterious Pete con le istruzioni per il loro viaggio; queste istruzioni e lo scopo del loro viaggio rimangono sconosciute per tutta la storia. I personaggi vennero presentati ai lettori del Tribune prima dell'inizio della pubblicazione regolare del fumetto: il 29 aprile 1906, venne infatti pubblicata un supplemento dal titolo "All About the Tribune's New Comic Supplement" la cui copertina mostrava una caricatura di Feininger che manovrava i vari personaggi come se fossero delle marionette attaccate alle corde. Nell'introduzione al supplemento vi era anche una pagina di ritratti a colori dei personaggi e, all'interno del supplemento c'erano le biografie in prosa dei personaggi stessi.
Wee Willie Winkie's World, a differenza di The Kin-der-Kids, era priva di una vera e propria continuity e ogni tavola presentava sempre l'omonimo protagonista che osservava la campagna surreale intorno a casa di suo nonno, interagendo con gli oggetti antropomorfe intorno a lui. Invece dei balloon le immagini erano accompagnate da didascalie.
Wee Willie Winkie's World cessò la sua pubblicazione nel 1907 e fu l'ultimo fumetto realizzato da Feininger e, nonostante la breve vita editoriale delle due serie, entrambe trovano l'approvazione dalla critica e, in particolare, per lo storico del fumetto Bill Blackbeard «la continuità che caratterizzò la serie di settimana in settimana fu una vera innovazione per il tempo» quando neanche Little Nemo di Winsor McCay l'aveva ancora sviluppata. Anche graficamente la serie è ammirevole ed definita come "squisitamente disegnata" dalla rivista Time. Anche Art Spiegelman, curatore editoriale della rivista RAW e autore di Maus, elogia la serie Kin-der-Kids come il coronamento dell'arte di Feininger. Nel 1994, l'insieme delle realizzazioni a fumetti di Feininger sono stati raccolti in un unico volume edito dalla Kitchen Sink Press dal titolo The Comic Strip Art di Lionel Feininger. Nel 1999, The Comics Journal ha incluso la serie The Kin-der-Kids nella sua classifica dei cento migliori fumetti, Top 100 Comics list.